# Tabanus par
Tabanus par är en tvåvingeart som beskrevs av Walker 1854. Tabanus par ingår i släktet Tabanus och familjen bromsar. Inga underarter finns listade i Catalogue of Life.